# 奈良市立都南中学校
奈良市立都南中学校（ならしりつ となんちゅうがっこう）は、奈良県奈良市南永井町98-1にある公立中学校。

## 通学区域
- 奈良市立東市小学校通学区域、奈良市立辰市小学校通学区域、奈良市立明治小学校通学区域、奈良市立帯解小学校通学区域[1]

## 通学区域が隣接している学校
- 奈良市立田原中学校
- 奈良市立飛鳥中学校
- 奈良市立春日中学校
- 奈良市立都跡中学校
- 大和郡山市立郡山中学校
- 大和郡山市立郡山東中学校
- 天理市立北中学校
- 天理市立福住中学校